# Eisagoge tou nomou
Die Eisagogē tou nomou (altgriechisch Εἰσαγωγὴ τοῦ νόμου ‚Einführung in das Gesetz‘, früher fälschlich Epanagogē) ist ein mittelbyzantinisches Gesetzbuch.
Die Eisagogē ist ein in 40 Titel gegliedertes Gesetzbuch der byzantinischen Kaiser Basileios I., Leon VI. und Alexandros, das vermutlich am 15. Mai 886 promulgiert wurde. Der Spiritus rector der Ausarbeitung war, wie erstmals Joachim Scharf nachwies, der Patriarch Photios, der insbesondere das theologische Prooimion und die berühmten Titel 2 und 3 über den Kaiser und den Patriarchen (Zwei-Gewalten-Lehre) verfasste.
Zweck der Eisagogē war es, in das umfassende Gesetzgebungswerk der (später so genannten) Basiliken einzuführen und die Eklogē tōn nomōn der „isaurischen“ Kaiser Leon III. und Konstantinos V. zu ersetzen. Wichtigste Quelle des nahezu alle Rechtsgebiete umfassenden Werkes ist das Corpus iuris civilis, dessen Bestimmungen allerdings des Öfteren abgeändert beziehungsweise verfälscht wurden; im strafrechtlichen Teil diente auch die Eklogē tōn nomōn als Vorlage.
Die Eisagogē wurde bereits kurz nach ihrer Promulgation abrogiert und durch die Institutionen-Paraphrase des Theophilos (Antecessor) ersetzt, bis zwei Jahrzehnte später der Procheiros nomos an ihre Stelle trat. Trotzdem fanden viele ihrer Bestimmungen auch in andere Rechtsbücher, etwa die Eisagogē cum Prochiro composita, die Eisagogē aucta und das Syntagma kata stoicheion des Matthaios Blastares Eingang. Zu dem in nur wenigen Handschriften überlieferten Gesetzbuch haben sich umfangreiche, den Text bisweilen kritisch kommentierende Scholien erhalten.